# Le vostre zone erronee
Le vostre zone erronee è un saggio di terapia personale redatto nel 1976 dallo psicoterapeuta americano Wayne W. Dyer.
Il libro tratta con uno stile inconfondibile, come essere indipendenti nello spirito e vincere la paura, i sensi di colpa, il comportamento autodistruttivo e tutta quella serie di condizioni mentali che impediscono di far guidare la mente verso la felicità e bloccano lo sviluppo della personalità.
Bestseller al tempo della prima edizione, vendette 35 milioni di copie.